# Shelly-Ann Fraser-Pryce
Shelly-Ann Fraser-Pryce (n. 27 decembrie 1986, Kingston, Jamaica) este o atletă jamaicană, specializată în probele de sprint care are în total opt medalii olimpice și zece titluri mondiale. Este considerată una dintre cele mai mari sprintere din toate timpurile. Este singura atletă din istorie care a câștigat două titluri olimpice (2008 și 2012) și cinci titluri mondiale (2009, 2013, 2015, 2019 și 2022) la 100 de metri.

## Carieră

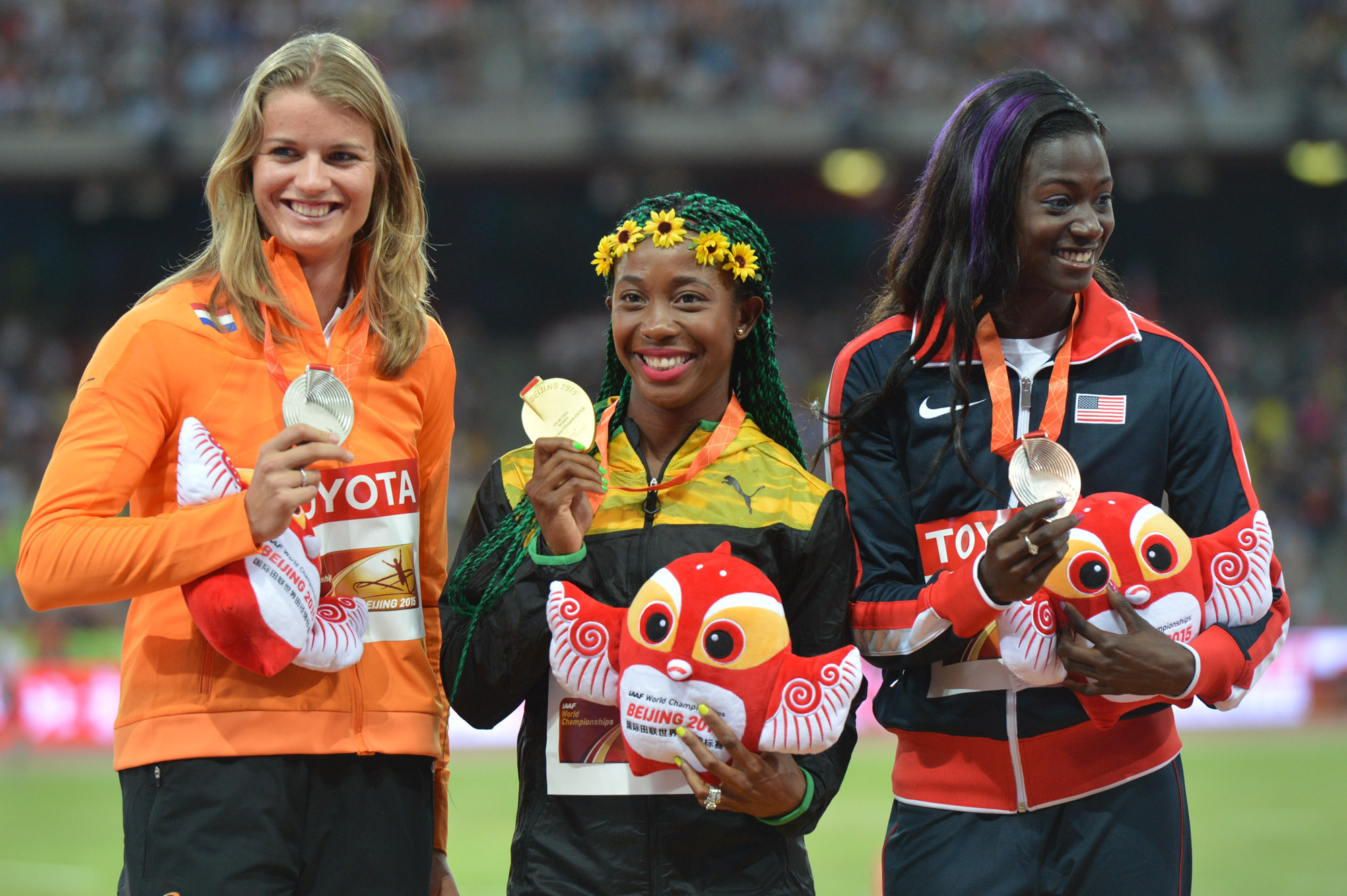
Dafne Schippers, Shelly-Ann Fraser-Pryce și Tori Bowie, Beijing, 2015. Proba 100 de metri, femei.

Fraser a devenit în 2008, la Jocurile Olimpice de la Beijing, prima atletă jamaicană care a câștigat titlul olimpic la 100 m. Un an mai târziu, la Campionatele Mondiale de la Berlin, Fraser a obținut două titluri, la 100 m și alături de ștafeta Jamaicăi, la 4 × 100 m. În 2012, la Jocurile Olimpice de la Londra, a devenit doar a treia sprinteră care și-a păstrat titlul olimpic la 100  m, câștigând în timpul de 10 secunde 75 de sutimi. În 2013, la Campionatele Mondiale de la Moscova, a câștigat trei medalii de aur, egalând totalul compatriotului Usain Bolt, A obținut cel de-al doilea titlu mondial la 100 m, apoi câștigând proba de 200 m și ștafeta 4 × 100 m cu echipa jamaicană. La Mondialele de la Beijing din 2015, ea nu a alergat la 200 m, dar a câștigat al treilea titlu la 100 m și din nou alături de ștafeta de 4 x 100 m. La Jocurile Olimpice de la Rio 2016, ea a luat bronz la 100 m și argint la 4 x 100 m. Ea a câștigat medaliile de aur la 100 m și 4x100 m la Mondialele de la Doha 2019, ducând astfel totalul ei la nouă medalii de aur în Campionatele Mondiale.
La Jocurile Olimpice de la Tokyo, ea a câștigat medalia de argint la proba de 100 m, al patrulea podium la rând pe aceast distanță, înainte de a câștiga pentru prima dată ștafeta 4 x 100 m cu Jamaica.
Înălțimea sa redusă, combinată cu viteza, i-au adus porecla Pocket Rocket (rachetă de buzunar), apoi în anii 2020 și datorită maternității, Mommy Rocket.
Pe 17 iulie 2022, la Eugene, în timpul Campionatelor Mondiale de Atletism din 2022, a câștigat la 35 de ani proba de 100 m și a devenit prima atletă care a câștigat cinci titluri mondiale într-o probă de sprint.

## Palmares
| An   | Competiție                  | Locație                  | Loc | Eveniment | Note    |
| ---- | --------------------------- | ------------------------ | --- | --------- | ------- |
| 2007 | Campionatul Mondial         | Osaka, Japonia           | 2   | 4×100 m   | 42,70   |
| 2008 | Jocurile Olimpice           | Beijing, China           | 1   | 100 m     | 10,78   |
| 2008 | Jocurile Olimpice           | Beijing, China           | –   | 4×100 m   | NT      |
| 2009 | Campionatul Mondial         | Berlin, Germania         | 1   | 100 m     | 10,73   |
| 2009 | Campionatul Mondial         | Berlin, Germania         | 1   | 4×100 m   | 42,06   |
| 2011 | Campionatul Mondial         | Daegu, Coreea de Sud     | 4   | 100 m     | 10,99   |
| 2011 | Campionatul Mondial         | Daegu, Coreea de Sud     | 2   | 4×100 m   | 41,70   |
| 2012 | Jocurile Olimpice           | Londra, Marea Britanie   | 1   | 100 m     | 10,75   |
| 2012 | Jocurile Olimpice           | Londra, Marea Britanie   | 2   | 200 m     | 22,09   |
| 2012 | Jocurile Olimpice           | Londra, Marea Britanie   | 2   | 4×100 m   | 41,41   |
| 2013 | Campionatul Mondial         | Moscova, Rusia           | 1   | 100 m     | 10,71   |
| 2013 | Campionatul Mondial         | Moscova, Rusia           | 1   | 200 m     | 22,17   |
| 2013 | Campionatul Mondial         | Moscova, Rusia           | 1   | 4×100 m   | 41,29   |
| 2014 | Campionatul Mondial în sală | Sopot, Polonia           | 1   | 60 m      | 6,98    |
| 2014 | Ștafetele Mondiale          | Nassau, Bahamas          | 3   | 4×200 m   | 1:30,04 |
| 2015 | Campionatul Mondial         | Beijing, China           | 1   | 100 m     | 10,76   |
| 2015 | Campionatul Mondial         | Beijing, China           | 1   | 4×100 m   | 41,07   |
| 2016 | Jocurile Olimpice           | Rio de Janeiro, Brazilia | 3   | 100 m     | 10,86   |
| 2016 | Jocurile Olimpice           | Rio de Janeiro, Brazilia | 2   | 4×100 m   | 41,36   |
| 2019 | Ștafetele Mondiale          | Yokohama, Japonia        | 3   | 4×200 m   | 1:33,21 |
| 2019 | Campionatul Mondial         | Doha, Qatar              | 1   | 100 m     | 10,71   |
| 2019 | Campionatul Mondial         | Doha, Qatar              | 1   | 4×100 m   | 41,44   |
| 2021 | Jocurile Olimpice           | Tokio, Japonia           | 2   | 100 m     | 10,74   |
| 2021 | Jocurile Olimpice           | Tokio, Japonia           | 4   | 200 m     | 21,94   |
| 2021 | Jocurile Olimpice           | Tokio, Japonia           | 1   | 4×100 m   | 41,02   |
| 2022 | Campionatul Mondial         | Eugene, Statele Unite    | 1   | 100 m     | 10,67   |
| 2022 | Campionatul Mondial         | Eugene, Statele Unite    | 2   | 200 m     | 21,81   |
| 2022 | Campionatul Mondial         | Eugene, Statele Unite    | 2   | 4x100 m   | 41,18   |
| 2023 | Campionatul Mondial         | Budapest, Ungaria        | 3   | 100 m     | 10,77   |
| 2023 | Campionatul Mondial         | Budapest, Ungaria        | 2   | 4×100 m   | 41,21   |
| 2024 | Jocurile Olimpice           | Paris, Franța            | 27  | 100 m     | NS      |

## Recorduri personale
| Probă        | Performanță | Dată           | Loc      |
| ------------ | ----------- | -------------- | -------- |
| 100 m        | 10,60 s     | 26 august 2021 | Lausanne |
| 200 m        | 21,79 s     | 27 iunie 2021  | Kingston |
| 60 m în sală | 6,98 s      | 9 martie 2014  | Sopot    |

## Legături externe
Materiale media legate de Shelly-Ann Fraser-Pryce la Wikimedia Commons
- en Shelly-Ann Fraser-Pryce la World Athletics
- en Shelly-Ann Fraser-Pryce la Olympedia.org